# Ormoy-la-Rivière
Ormoy-la-Rivière ist eine französische Gemeinde mit 950 Einwohnern (Stand: 1. Januar 2022) im Département Essonne in der Region Île-de-France. Sie gehört zum Arrondissement Étampes und ist Teil des Kantons Étampes. Die Einwohner werden Ormoisiens genannt. 

## Geographie
Ormoy-la-Rivière liegt etwa 53 Kilometer südsüdwestlich von Paris am Juine. Umgeben wird Ormoy-la-Rivière von den Nachbargemeinden Étampes im Norden, Osten und Westen sowie Boissy-la-Rivière im Süden.

## Bevölkerungsentwicklung
| Jahr                      | 1962 | 1968 | 1975 | 1982 | 1990 | 1999 | 2006 | 2013 |
| Einwohner                 | 420  | 552  | 604  | 800  | 874  | 943  | 936  | 933  |
| Quelle: Cassini und INSEE |      |      |      |      |      |      |      |      |

## Sehenswürdigkeiten

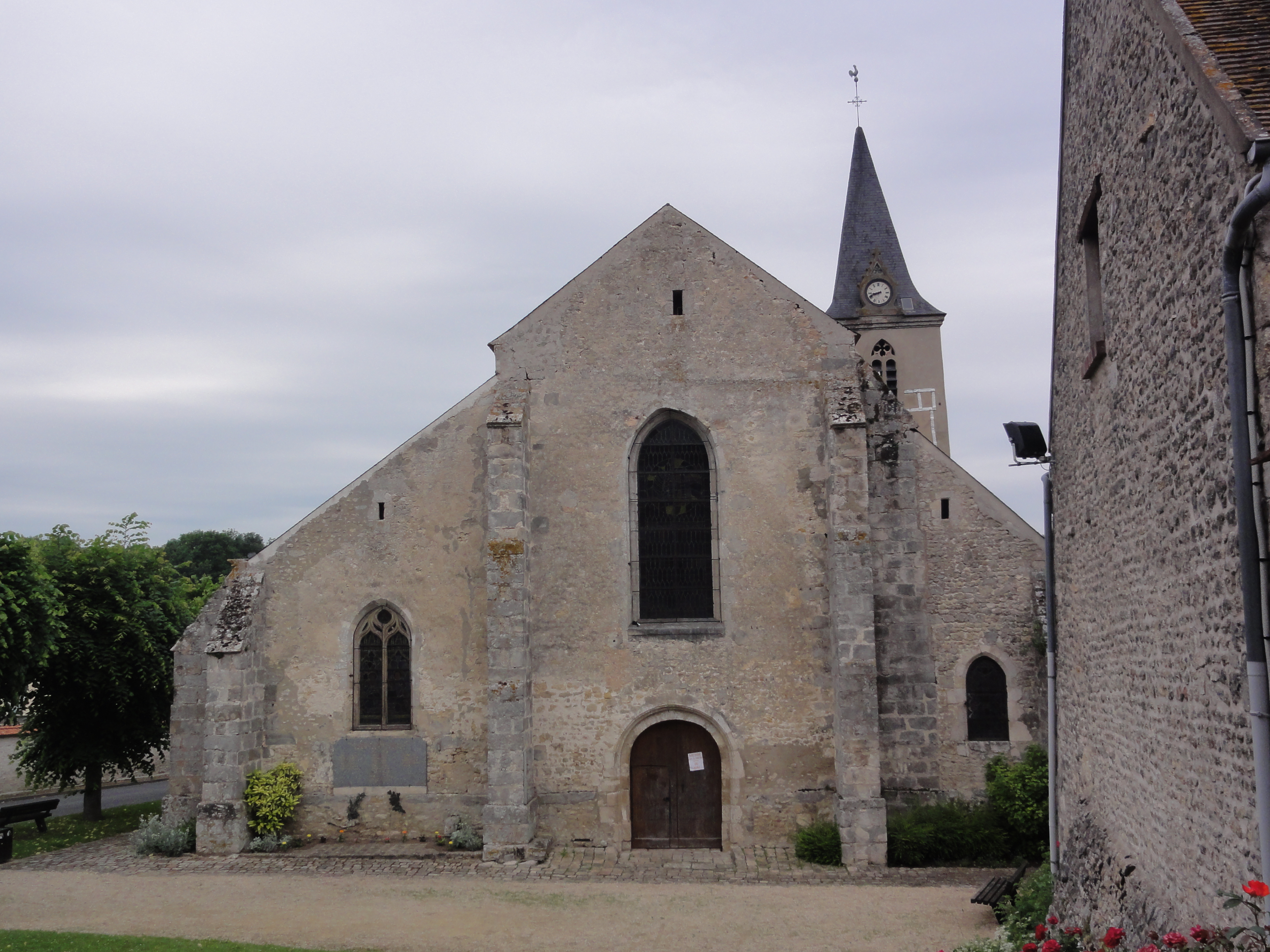
Kirche Saint-Étienne

- Kirche Saint-Étienne
- Brücke über den Juine
- Waschhaus